# Muncie (Illinois)
Muncie – wieś w Stanach Zjednoczonych, w stanie Illinois, w hrabstwie Vermilion.